# Trichomanes schmidianum
Trichomanes schmidianum là một loài dương xỉ trong họ Hymenophyllaceae. Loài này được Zenker, Taschner mô tả khoa học đầu tiên năm 1843.
Danh pháp khoa học của loài này chưa được làm sáng tỏ. 